# Steward (Illinois)
Pour les articles homonymes, voir Steward.
Steward est un village du comté de Lee dans l'Illinois, aux États-Unis,. Fondé en 1870, il est situé au nord du comté. Il est incorporé le 21 août 1894.

## Démographie
Lors du recensement de 2010, le village comptait une population de 256 habitants. Elle est estimée, en 2016, à 242 habitants.

### Source de la traduction
- (en) Cet article est partiellement ou en totalité issu de l’article de Wikipédia en anglais intitulé « Steward, Illinois » (voir la liste des auteurs).